# أسعد محاسن
أسعد محاسن   ( 1906 - ? )هو سياسي وحقوقي سوري شغل منصب وزير خارجية سوريا سابقا مابين 1962 حتى انقلاب 8 اذار 1963.كما وشغل سابقاً منصب وزير المالية وايضا وزيرا للعدل  

## حياته
ولد أسعد محاسن في مدينة دمشق عام 1906، نال شهداء الدكتوراه من جامعة باريس. عين في عام 1947 محاضرا في كلية الحقوق، وفي عام 1948 شغل منصب استاذ فيها، وعين نقيباً للمحامين في عام 1950.

## الحياة السياسية

### وزيرًا للعدل
عين في حكومة أديب الشيشكلي وزيرًا للعدل من 19 تموز 1953 واصدر مجموعة من القوانين الهامة و انتهت فترته في المنصب في 1 آذار 1954 بعد انقلاب 25 شباط ضد الرئيس أديب الشيشكلي

### سفيرا لفرنسا
عين في أواخر عام 1953 سفيرا في باريس ولم يلتحق في المنصب إلا منتصف عام 1955

### وزيرا للمالية
عُين في حكومة صبري العسلي الرابعة وزيرا للمالية من 31 كانون الأول 1956 إلى 6 آذار 1958

### وزيرًا للخارجية
في السابع عشر من أيلول من العام 1962 تم إصدار مرسوم جمهوري يقضي بتشكيل حكومة وزارية جديدة برئاسة خالد العظم. عين من خلالها أسعد محاسن وزيرا للخارجية. في 14 شباط 1963 وفي الظل التوتر والحرب الإعلامية بين مصر وسوريا دعا محاسن إلى تشكيل اتحاد فيدرالي بين العراق وسوريا. في الثامن من اذار عام 1963 قام حزب البعث بانقلاب عسكري أطاح بالرئيس ناظم القدسي. وازيح على اثرها وزير الخارجية أسعد محاسن من منصبه.

## مؤلفاته
- الوجيز في أصول المحاكمات المدنية.
- الوجيز في أصول المحاكمات - أطروحة باللغة الفرنسية بعنوان " بيع المال غير المنقول وآثاره." [2]